# Ulimang
Ulimang is de hoofdplaats van de Palause staat Ngaraard, in het noorden van het hoofdeiland Babeldaob. Het dorp ligt aan de oostkust van het eiland en telt 121 inwoners (2006). 
Ulimang ligt aan een zandstrand en beschikt over een hoge aanlegkade in de oceaan. Onder meer de staatsoverheid (die echter ook een kantoor heeft in de voormalige hoofdstad Koror) en de lagere school van Ngaraard zijn in het plaatsje gevestigd. Rond Ulimang liggen kloksgewijs Ngesang, Ngkeklau en Ngebuked.

Choll · Elab · Ngebuked · Ngesang · Ngkeklau · Ulimang
Airai · Dongosaro · Hatohobei · Imeong · Kayangel · Kloulklubed · Koror · Melekeok · Mengellang · Mongami · Ngaramasch · Ngatpang Village · Ngchesar Hamlet · Ngercheluuk · Ulimang · Urdmang